# Kolej leśna

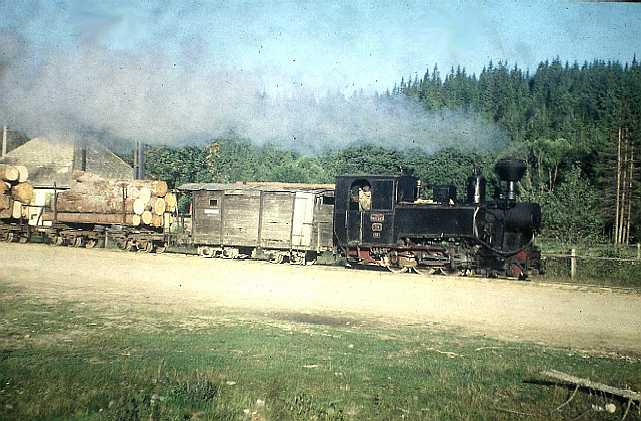
Kolej leśna w Comandău w Rumunii

Kolej leśna (w skrócie: KL) – kolej wąskotorowa stosowana w leśnictwie do wywozu drewna z lasu, często z wykorzystaniem uproszczonej techniki typowej dla kolei polowych. 
Prowadziły one z tartaków lub stacji kolei normalnotorowej do składnic drewna i miejsc wycinki. 
Pierwsze koleje leśne zaczęły powstawać około 1850 roku. Pierwotnie stosowano drewniane szyny oraz trakcję ręczną i konną. Niestosowano trakcji parowej, gdyż uważano to za ryzykowane ze względu na zagrożenie pożarowe. Pogląd ten zmienił się w 1892 roku, kiedy to trakcję parową zastosowano do wywozu drzew połamanych przez huragan w Alzacji-Lotaryngii.

## Koleje leśne w Polsce

### Historia
Pierwsza parowa kolej leśna na ziemiach polskich powstała w 1892 roku w Skolem w Karpatach Wschodnich (obecnie Ukraina). Pierwsza parowa kolej leśna w obecnych granicach Polski – Bieszczadzka Kolej Leśna – została uruchomiona w 1898 roku.
Jako pierwsze powstały na przełomie XIX i XX wieku koleje leśne w Karpatach Wschodnich. Było ich 17.
W czasach I wojny światowej państwa zaborcze zbudowały wiele kolei leśnych.
W 1924 roku Lasy Państwowe posiadały łącznie 1550,484 km kolei leśnych, z czego 575,07 km powstało po odzyskaniu niepodległości. Poza tym od Ministerstwa Kolei Żelaznych przedsiębiorstwa prywatne dzierżawiły 465 km.
W 1927 roku Lasy Państwowe posiadały łącznie 1336,277 km.
W 1945 roku w Polsce istniało 37 kolei leśnych o łącznej długości 1081 km. Do 1947 roku liczba eksploatowanych kolei spadła do 21, a łączna długość ich linii do 895 km. Jednocześnie w latach 1945–1950 zbudowano nową kolej w Przejęsławiu oraz rozbudowano koleje w Płocicznie, Lipie, Kielcach i Pionkach. Największą inwestycją była rozbudowa kolei bieszczadzkiej w latach 50. XX wieku.
W latach 50. XX. wieku utworzono Ośrodki Transportu Leśnego, które przejęły 18 kolei leśnych. 4 sieci pozostały w gestii nadleśnictw.
W latach 60. XX rozpoczął się stopniowy regres kolei leśnych. Do lat 70. XX wieku długość linii zmalała o połowę. Do końca lat 80. XX wieku pozostały tylko 4 koleje leśne.
Od lat 90. XX zaniechano ostatecznie transportu drewna kolejami leśnymi. Uruchomiono wówczas przewozy turystyczne, które prowadzi się dziś na 3 kolejach:
- Bieszczadzka Kolej Leśna
- Wąskotorowe Kolejki Leśne (Hajnówka)
- Wigierska Kolej Wąskotorowa

### Rozmieszczenie
W Polsce powojennej koleje leśne rozmieszczone były w: Borach Tucholskich (KL Zblewo, KL Rytel), Borach Dolnośląskich (KL Bobrowice, KL Lesów, KL Szprotawa, KL Wymiarki, KL Osiecznica, KL Studzianka), Nizinie Podlaskiej (KL Płociczno, KL Czarna Białostocka, KL Hajnówka, KL Nurzec), Nizinie Mazowieckiej (KL Zamczysko, KL Dalekie, KL Parciaki, KL Pionki, KL Rozprza), Polesiu Lubelskim (KL Parczew), Wyżynie Kielecko-Sandomierskiej (KL Starachowice, KL Kielce, KL Zagnańsk), Wielkopolsce (KL Porażyn), Nizinie Śląskiej (KL Herby, KL Turawa, KL Kośmidry), Kotlinie Sandomierskiej (KL Lipa, KL Susiec, KL Chorzelów, KL Rudnik, KL Szówsko), Puszczy Niepołomickiej (KL Kłaj) oraz Bieszczadach (BKL).